# هوندا سی‌بی۳۰۰آر
هوندا سی‌بی۳۰۰آر (به انگلیسی: Honda CB300R) یک موتورسیکلت تک‌سیلندر از سری سی‌بی با حجم ۲۸۶ سی‌سی (۱۷٫۵ مکعب اینچ) و توان خروجی ۳۱ اسب بخار است که توسط هوندا از سال ۲۰۱۷ ساخته شده است.
این موتورسیکلت دارای ترمز ضد قفل در هر دو چرخ است اما حالت‌های سواری، سیستم کنترل کشش، اهرم‌های قابل تنظیم، چراغ‌های خطر، چراغ‌های پیچ‌ها، چراغ ترمز تطبیقی، کنترل ترمز موتور یا بلوتوث ندارد.